# Nine Tomorrows
Nine Tomorrows (Nove Amanhãs) é um livro de contos do escritor norte-americano Isaac Asimov (1920-1992).
Curiosamente o livro lançado no Brasil originalmente traz sete e não nove histórias como sugerido pelo título, pois duas (A Noite Moribunda e Estou em Porto Marte Sem Hilda) já haviam sido lançadas aqui. Além disso, o livro não possui os dois poemas inclusos no original. Os contos foram publicados inicialmente em revistas entre os anos de 1956 e 1958 e o livro foi lançado em 1959.

## Contos
A publicação tem uma coletânea de nove histórias curtas e dois poemas:
- Vale a Pena Ler, Vejam! ("I Just Make Them Up, See!") - Poema que imita um fã perguntando para Asimov de onde ele tira suas ideias para escrever.
- Profissão ("Profession") - A Humanidade tem seu aprendizado instituído como carga de programa de computador, mas algumas pessoas especiais não podem ter a sua profissão definida desta forma.
- A Sensação de Poder ("The Feeling of Power") - O aprendizado de cálculo manual poderá dar a qualquer país ou bloco político uma grande vantagem a quem controlar a técnica.
- A Noite Moribunda ("The Dying Night")
- Estou em Porto Marte Sem Hilda ("I'm in Marsport Without Hilda")
- Os Abutres Bondosos ("The Gentle Vultures") - Tão ruim quanto causar uma guerra nuclear é lucrar com a exploração dela.
- Todos os Problemas do Mundo ("All the Troubles of the World") - Trama em uma sociedade onde uma máquina pode prever todos os seus problemas.
- Escrevam o meu Nome com S ("Spell My Name with an S") - Como a alteração de uma letra do nome pode mudar o destino de uma pessoa.
- A Última Pergunta ("The Last Question") - A inevitável entropia resultará no fim da humanidade como é hoje conhecida.
- O Garotinho Feio ("The Ugly Little Boy") - O envolvimento entre uma mulher e uma criança trazida do passado para testes científicos.
- Notas de Recusa ("Rejection Slips")